# 被就业
被就业指中国某些高校为保证其就业率，在学生不知情的情况下，代学生与用工单位签订就业协议，以造成毕业生就业的假象。
该词来源于西北政法大学2009届毕业生赵冬冬在国内某知名论坛的帖子，其中“被就业”一词源自网络词语“被自杀”，表达了一种在不知情的情况下成为就业率造假的无奈与愤慨。